# Next Generation Mobile Networks
La Next Generation Mobile Networks (NGMN) Alliance (letteralmente: "Alleanza per le Reti mobili di prossima generazione") è un'associazione di operatori, venditori, produttori e istituti di ricerca operanti nel settore della telefonia mobile. È stata fondata dai principali operatori di telefonia mobile nel 2006 come forum aperto per valutare nuove tecnologie e sviluppare una visione comune delle soluzioni per la successiva evoluzione delle reti senza fili. Il suo obiettivo è quello di assicurare il successo del lancio commerciale delle future reti mobili a banda larga attraverso un percorso guidato per i collaudi delle tecnologie e della facilità d'uso. La sua sede è a Francoforte (Germania).
La NGMN Alliance integra e sostiene le attività delle organizzazioni di standardizzazione fornendo una visione coerente di ciò che richiedono gli operatori di telefonia mobile. I risultati positivi del progetto dell'alleanza sono stati riconosciuti da gruppi come il 3rd Generation Partnership Project (3GPP), il TeleManagement Forum (TM Forum) e l'Institute of Electrical and Electronics Engineers (IEEE).

## Attività
La fase iniziale dell'NGMN Alliance si è tradotta nella costituzione di gruppi di lavoro sulla tecnologia, sullo spettro, sui diritti di proprietà intellettuale o DPI (intellectual property rights, IPR), sull'ecosistema e sui collaudi, per consentire il lancio dei servizi commerciali di telefonia mobile nel 2010. 
In un libro bianco pubblicato per la prima volta nel marzo 2006, la NGMN ha riassunto una visione per le comunicazioni mobili a banda larga e incluse raccomandazioni e requisiti. Il libro forniva le priorità relative degli operatori per le principali caratteristiche di sistema, le raccomandazioni per i sistemi e i requisiti dettagliati per gli standard della prossima generazione di reti, dispositivi e servizi mobili a banda larga.
Dal luglio 2007 al febbraio 2008, sono stati valutati gli standard e le tecnologie per le reti mobili di prossima generazione. Questi erano la Long Term Evolution (LTE) del 3GPP e i suoi System Architecture Evolution (SAE), IEEE 802.16e (prodotti noti come WiMax), 802.20 ed Ultra Mobile Broadband.
Nel giugno 2008, la NGMN Alliance ha annunciato che: “in base a un'approfondita valutazione della tecnologia, il consiglio di amministrazione della NGMN ha concluso che la LTE/SAE è la prima tecnologia che soddisfa ampiamente i suoi requisiti come definiti nel libro bianco della NGMN. La NGMN Alliance perciò  approva la LTE/SAE come sua prima tecnologia conforme”. Sempre nel giugno 2008 l'alleanza ha annunciato che avrebbe lavorato con il Femto Forum per garantire che le femtocelle beneficiassero della tecnologia.
L'alleanza ha lavorato anche sui diritti di proprietà intellettuale "per adattare il regime DPI esistente a fornire una migliore prevedibilità delle licenze DPI (...) per assicurare costi sui DPI "equi, ragionevoli e non discriminatori" (Fair, Reasonable And Non-Discriminatory, FRAND)". Come parte questo lavoro, ha emanato una richiesta pubblica di informazioni sull'amministrazione del complesso di brevetti della LTE.
L'alleanza ha fornito contributi alla Conferenza mondiale delle radiocomunicazioni dell'Unione internazionale delle telecomunicazioni (UIT) sull'allocazione delle frequenze, poiché considerava una politica di allocazione dello spettro tempestiva e allineata a livello globale la chiave per lo sviluppo di un ecosistema fattibile su scala nazionale, regionale e globale. L'UIT e gli organismi regionali hanno quindi sviluppato accordi di canalizzazione per le bande di frequenza identifica nella Conferenza mondiale delle radiocomunicazioni dell'UIT nel 2007 (ITU WRC-07). Nell'ottobre 2009, il gruppo di lavoro sullo spettro della NGMN ha pubblicato il “Next Generation Mobile Networks Spectrum Requirements Update” (“Aggiornamento sui requisiti dello spettro per le reti mobili di prossima generazione”) contenente lo stato nonché le opinioni e i requisiti proposti dell'NGMN sulle bande di frequenza identificate  at the ITU WRC-07.
Poiché i dispositivi, le reti e i servizi di prossima generazione devono essere sincronizzati affinché il loro lancio abbia successo, la NGMN nel febbraio 2009 ha pubblicaro un libro bianco che forniva definizioni generiche per i dispositivi di nuova generazione (solo dati) per assicurare che gli stessi fossero disponibili nel momento in cui sarebbero state lanciate le prime reti nel 2010.
Dopo il lancio delle prime reti LTE nel 2010, l'alleanza ha affrontato poi le sfide dell'installazione, delle operazioni e dell'interconnessione delle reti, pur focalizzandosi sulla LTE e sul suo nucleo pacchetti evoluti, come definiti dalla System Architecture Evolution.
Nel settembre 2010, la NGMN ha pubblicato le raccomandazioni sugli aspetti operativi delle reti di prossima generazione. La complessità crescente e il costo in aumento delle operazioni di rete data l'eterogeneità delle reti (che supportano differenti tecnologie), il numero degli elementi di rete, il bisogno del mercato di guadagnare flessibilità nella gestione dei servizi e di migliorare la qualità dei servizi stessi guidano l'esigenza di migliorare le operazioni complessive della rete. Il documento delinea i requisiti affinché le funzionalità e le operazioni e manutenzione (O&M) delle reti auto-organizzanti (self organizing networks) affrontino questi temi.
Nel 2014, il Consiglio di amministrazione della NGMN ha deciso di focalizzare le attività dell'alleanza sulla definizione dei requisiti da utente a utente (end-to-end) per il 5G. Una squadra globale ha sviluppato il Libro bianco sul 5G della NGMN (pubblicato nel marzo 2015) fornendo i requisiti degli operatori consolidati che supporteranno la standardizzazione e lo sviluppo del 5G. L'NGMN incoraggia l'industria ad avere soluzioni 5G disponibili entro il 2020. Tuttavia, ci si aspetta che l'introduzione commerciale del 5G vari da operatore a operatore. Nel 2015, l'NGMN ha lanciato un programma di lavoro focalizzato sul 5G che continuerà e farà evolvere ulteriormente le linee guida del Libro bianco. I principali temi di lavoro dell'NGMN sul 5G per il 2015 erano lo sviluppo dei requisiti tecnici e dei principi di progettazione architettonica, l'analisi delle soluzioni potenziali per il 5G e la valutazione di casi pratici futuri e di modelli aziendali. Inoltre, le squadre del progetto dell'NGMN affronteranno i temi dei diritti di proprietà intellettuali e dello spettro dalla prospettiva del 5G.
In seguito al libro bianco pubblicato nel marzo 2015, nel settembre 2015, la NGMN ha deciso di pubblicare un formulario a domanda e risposta (Q&A) al fine di rispondere ad alcune domande chiave che erano state poste. Ad esempio:
Che cosa ci permetterà di fare il 5G in confronto ad oggi?
Il 5G sarà un ambiente con un sistema da utente a utente (end-to-end) per consentire una società completamente mobile e connessa. Esso rende possibile la creazione di valore attraverso modelli aziendali sostenibili. I tipici casi d'uso del 5G sono l'accesso ad alta capacità / alta prestazione alla banda larga all'aperto e al chiuso nelle aree urbane dense, la più alta mobilità degli utenti, l'Internet delle cose, la comunicazione estrema in tempo reale, la comunicazione ultra-affidabile e salvavita, nonché i servizi simili alle trasmissioni radiotelevisive.
Come arricchirà il 5G la nostra vita di tutti i giorni secondo il Libro bianco?
Oltre a sostenere l'evoluzione dei casi consolidati di maggiore uso della banda larga mobile, il 5G supporterà innumerevoli casi d'uso emergenti con una grande varietà di applicazioni. Come già menzionato, il 5G ci permetterà di coprire casi di uso che vanno dalle applicazioni dell'"Internet delle cose" con requisiti molto bassi di ampiezza di banda a casi di uso con un'altissima domanda di velocità e latenza dati. Inoltre, la NGMN immagina applicazioni video sensibili al ritardo, applicazioni di intrattenimento ad alta velocità nei veicoli, e servizi di "mobilità a richiesta" per oggetti connessi. Ci saranno anche nuovi servizi abilitati nel campo della salute e della sicurezza con requisiti estremi in termini di affidabilità dei sistemi. In aggiunta, i servizi futuri saranno erogati attraverso un ambiente completamente eterogeneo e un'ampia gamma di dispositivi come telefoni intelligenti, dispositivi indossabili e Machine Type Communication.
Che esigenze devono soddisfare le reti del futuro per gestire l'enorme crescita della connettività e della densità di traffico?
I casi d'uso del 5G richiedono requisiti molto diversi e a volte estremi. Nel Libro bianco della NGMN, i requisiti sono stati definiti in sei aree distinte: esperienza dell'utente, prestazione dei sistemi, dispositivi, servizi potenziati, modelli aziendali, installazione & funzionamento delle reti. Ci si aspetta che un'unica soluzione per soddisfare tutti i requisiti estremi allo stesso tempo possa condurre a un eccesso di specificazione e a costi elevati. Nondimeno, si prevede che parecchi casi d'uso siano attivi simultaneamente nella rete dello stesso operatore, richiedendo così un alto grado di flessibilità e scalabilità delle reti 5G. La NGMN immagina un'architettura che faccia leva sulla separazione strutturale di hardware e software, nonché sulla programmabilità offerta dalla SDN e dall'NFV. Come tale, l'architettura 5G sarà un'architettura SDN/ NFV nativa che coprirà aspetti che comprendono i dispositivi, l'infrastruttura (mobile/ fissa), le funzioni di rete, le capacità che creano valore e tutte le funzioni di gestione per orchestrare il sistema 5G. Dal lato dell'accesso radio, sarà essenziale fornire tecnologie di antenne potenziate per i massicci sistemi di ingressi e uscite (MIMO) a frequenze sotto i 6 GHz e sviluppare nuovi modelli di antenna sulla base di fattori pratici di forma per un gran numero di elementi dell'antenna a frequenze superiori.

## Organizzazione
La NGMN Alliance è organizzata come un'associazione di più di 80 soci provenienti dall'industria e dalla ricerca delle telecomunicazioni. Circa un terzo sono operatori mobili, che rappresentano oltre la metà del totale della base di abbonati di telefonia mobile in tutto il mondo. Il resto comprende venditori e produttori, che rappresentano più del 90% della quota globale dello sviluppo delle reti mobili, nonché università o istituti di ricerca non industriale.

## Cooperazione
La NGNM Alliance coopera con gli organismi di standardizzazione e le organizzazioni industriali come il 3GPP, l'Istituto europeo per gli standard nelle telecomunicazioni (European Telecommunications Standards Institute, ETSI), la GSM Association e il TM Forum. Nel luglio 2010, l'alleanza e il TM Forum hanno concordato di lacorare insieme sui sistemi dì gestione ottimizzati e sulle operazioni della prossima generazione  di reti mobili. Nel maggio 2011 l'alleanza è diventata un socio del 3GPP per la rappresentanza di mercato.
Nel dicembre 2014 l'ETSI e la NGMN hanno firmato un accordo di cooperazione per intensificare il dialogo e lo scambio di informazioni tra le due organizzazioni.